# Sel acide
Un sel acide (aussi appelé hydrogénosel,) est un sel composé d'un polyacide dont les groupes acides n'ont pas tous été remplacés par un anion,,. Ce sel peut résulter de la neutralisation incomplète d'un polyacide.
Par exemple, le bicarbonate de soude est dérivé de l'acide carbonique, ayant deux groupes acides -OH, mais dont seulement un seul des deux est remplacé par -O-.

Le chlorure d'ammonium est un sel acide.